# تاباكولو إكوادوري
تاباكولو إكوادوري (الاسم العلمي:Scytalopus robbinsi) (بالإنجليزية: Ecuadorian Tapaculo)‏ هو نوع من الطيور يتبع جنس التاباكولو من فصيلة التاباكولات.